# Jean-Jacques Hublin

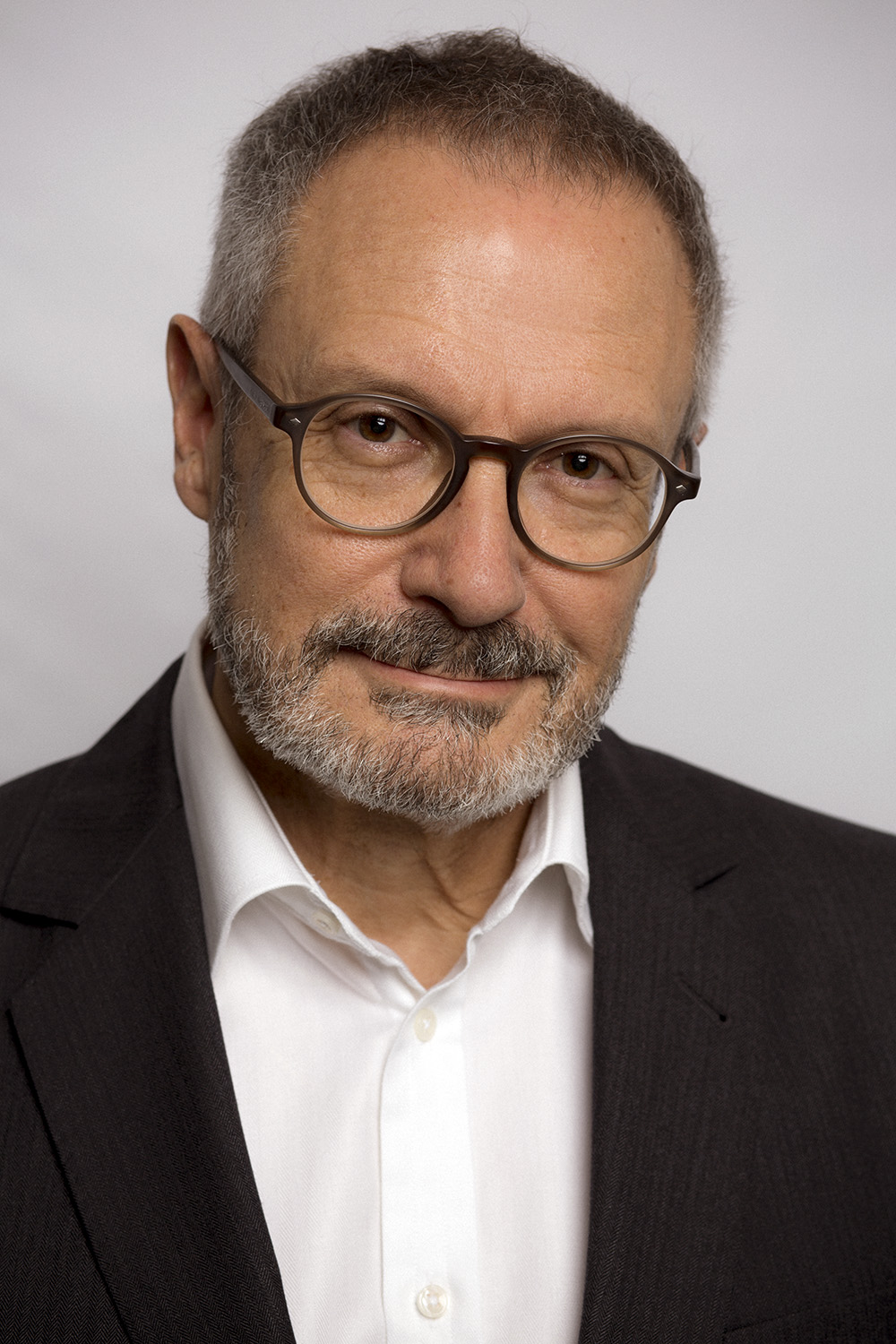
Jean-Jacques Hublin (2015)

Jean-Jacques Hublin (* 30. November 1953 in Mostaganem, damals Französisch-Nordafrika, heutiges Algerien) ist ein französischer Anthropologe; er hält den Lehrstuhl für Paläoanthropologie am Collège de France in Paris und ist ein Experte für Hominini des Pleistozäns.

## Leben
Jean-Jacques Hublin erwarb 1975 zunächst den Grad eines Bachelors im Fach Geologie an der Universität Paris VI und schloss dort 1976 das Studium mit dem Magister im Fach Paläontologie der Wirbeltiere und des Menschen ab. Zwei Jahre später erwarb er im selben Fachgebiet auch den Doktortitel. Danach wechselte Hublin an die Universität Bordeaux I, wo er sich 1991 im Fach Anthropologie habilitierte.
Im Rahmen eines Forschungsstipendiums des französischen Ministeriums für Erziehung und Forschung entstand von 1977 bis 1978 Hublins Doktorarbeit. Ab 1980 war er für das Centre national de la recherche scientifique (CNRS) tätig, zuletzt von 1993 bis 2000 als Direktor. Danach war er Professor für Anthropologie an der Universität Bordeaux, wo er das Leben prähistorischer Menschen erforschte. 2004 wechselte Hublin als Gründungsdirektor der Abteilung Humanevolution an das Max-Planck-Institut für evolutionäre Anthropologie nach Leipzig, wo er 2021 emeritierte. 2006 wurde er zudem von der Universität Leipzig zum Honorarprofessor berufen. 2013 hielt er die Rudolf-Virchow-Vorlesung. Seit 2014 hielt er als Gastprofessor Vorlesungserien am Collège de France in Paris; im September 2021 übernahm er dort den Lehrstuhl für Paläoanthropologie. Er leitet das Paläoanthropologie-Team am Zentrum für interdisziplinäre Forschung in der Biologie.
Hublin ist verheiratet, das Paar hat zwei Kinder.

## Wirken
Hublin hatte sich zunächst mit der Herkunft und der Evolution der Neandertaler befasst und u. a. in den Jahren 2000 bis 2004 ein französisches Projekt zur Erforschung der Sprachfähigkeit von Neandertalern geleitet. Ferner erforschte er die Auswirkungen, die das Eintreffen des anatomisch modernen Menschen (homo sapiens) vor rund 50.000 Jahren in Europa auf die Neandertaler-Populationen hatte. Außerdem nahm er wiederholt an Grabungsarbeiten – vor allem in Fundstätten des Moustérien in Marokko (Jebel Irhoud), Frankreich und Spanien – teil und leitete einige von ihnen. Bereits 1998 hatte Hublin das sogenannte accretion model (sinngemäß: „Veränderungen durch Hinzufügungen“) vorgestellt, demzufolge sich die Neandertaler in Europa und in genetischer Isolation von allen anderen Gruppen der Gattung Homo entwickelten und erst im Verlauf dieses Prozesses ihre typischen morphologischen Merkmale entwickelten, die sie von allen anderen Arten unterscheidbar machen.
In Leipzig begründete Hublin ein Projekt zur Digitalisierung von paläoanthropologischen Funden mithilfe eines hochauflösenden mobilen CT-Geräts, das an teilnehmende Institute ausgeliehen wird. Ziel des Projektes ist, eine digitale Datenbank aufzubauen, die Forschern einen raschen Zugriff auf möglichst viele Funde ermöglicht.
Neben zahlreichen Fachartikeln publizierte Hublin mehrere populärwissenschaftliche Bücher.

## Ehrungen
- 1990 wurde ihm gemeinsam mit Claudine Cohen der Prix François-Millepierres der Académie française für deren Buch über Jacques Boucher de Perthes und die romantischen Ursprünge der Vorgeschichte zuerkannt.
- 2023 wurde er mit dem Balzan-Preis ausgezeichnet.[4]

## Schriften (Auswahl)
- Abdelouahed Ben-Ncer, Jean-Jacques Hublin, Shannon P. McPherron und Philipp Gunz: Jebel Irhoud (Ighoud), Morocco. S. 803–811 in: Amanuel Beyin, David K. Wright, Jayne Wilkins, Deborah I. Olszewski (Hrsg.):  Handbook of Pleistocene Archaeology of Africa. Hominin behavior, geography, and chronology. Springer Cham, 2023, ISBN 978-3-031-20292-6.
- Origine et expansion d’Homo sapiens. In: Bulletin de l'Académie Nationale de Médecine. Band 204, Nr. 3, 2020, S. 268–276, doi:10.1016/j.banm.2019.12.016.
- Jean-Jacques Hublin et al.: Initial Upper Palaeolithic Homo sapiens from Bacho Kiro Cave, Bulgaria. In: Nature. Band 581, 2020, S. 299–302, doi:10.1038/s41586-020-2259-z.
- mit diversen anderen: The evolution of modern human brain shape. In: Science Advances. Band 4, Nr. 1, 2018, doi:10.1126/sciadv.aao5961.
- Jean-Jacques Hublin et al.: New fossils from Jebel Irhoud, Morocco and the pan-African origin of Homo sapiens. In: Nature. Band 546, 2017, S. 289–292, doi:10.1038/nature22336.
- mit diversen anderen: The age of the hominin fossils from Jebel Irhoud, Morocco, and the origins of the Middle Stone Age. In: Nature. Band 546, 2017, S. 293–296, doi:10.1038/nature22335.
- The modern human colonization of western Eurasia: when and where? Review in: Quaternary Science Reviews. Band 118, 2015, S. 194–210, doi:10.1016/j.quascirev.2014.08.011.
- Jean-Jacques Hublin et al.: Radiocarbon dates from the Grotte du Renne and Saint-Césaire support a Neandertal origin for the Châtelperronian. In: PNAS. Band 109, Nr. 46, 2012, S. 18743–18748, doi:10.1073/pnas.1212924109, Volltext.
- mit Michael P. Richards: The Evolution of Hominin Diets: Integrating Approaches to the Study of Palaeolithic Subsistence. Dordrecht, Springer 2009, ISBN 978-1-4020-9698-3.
- The origin of Neandertals. In: PNAS. Band 106, Nr. 38, 2009, S. 16022–16027, doi:10.1073/pnas.0904119106.
- The prehistory of compassion. In: PNAS. Band 106, Nr. 16, 2009, S. 6429–6430, doi:10.1073/pnas.0902614106.
- mit Bernard Seytre:  Quand d'autres hommes peuplaient la terre. Flammarion, Paris 2008, ISBN 978-2-08-120584-0.
- mit Katerina Harvati, Philipp  Gunz und Abdelouahed Ben-Ncer: Reassessment of the Jebel Irhoud (Morocco) Mousterian Adult Cranial Remains. In: PaleoAnthropology. 2007: A13. Volltext (PDF).
- mit Share E. Bailey: Dental Perspectives on Human Evolution: State of the art research in dental paleoanthropology. Dordrecht, Springer 2007, ISBN 978-1-4020-5844-8.
- mit diversen anderen: Earliest evidence of modern human life history in North African early Homo sapiens. In: PNAS. Band 104, Nr. 15, 2007, S. 6128–6133, doi:10.1073/pnas.0700747104.
- Origine du langage. In: O. Dutour, J.-J. Hublin und Bernard Vandermeersch (Hrsg.): Origine et Evolution des Populations Humaines. Comité des Travaux Historiques et Scientifiques, Paris 2005, S. 377–394.
- mit Anne-Marie Tillier:  Homo Sapiens En Busca de Sus Origenes. Fondo de Cultura Economica USA, San Diego 1999, ISBN 978-968-16-5589-1.
- mit Fred Spoor, Marc Braun, Frans Zonneveld und Silvana Condemi: A late Neanderthal associated with Upper Palaeolithic artefacts. In: Nature. Band 381, 1996, S. 224–226, doi:10.1038/381224a0.
- mit C. Barroso Ruiz, P. Medina Lara, M. Fontugne und J.-L. Reyss: The Mousterian site of Zafarraya (Andalucia, Spain): dating and implications on the Palaeolithic peopling processes of Western Europe. In: Comptes Rendus de l'Académie des Sciences de Paris. Band 321 (IIa), 1995, S. 931–937.
- Recent human evolution in northwestern Africa. In: Philosophical Transactions of the Royal Society B. Band 337, Nr. 1280, 1992, doi:10.1098/rstb.1992.0096, Volltext.
- L’émergence des Homo sapiens archaïques: Afrique du Nord-Ouest et Europe occidentale. Habilitationsschrift, Université de Bordeaux I, 1991, 2 Bände.
- mit Claudine Cohen: Boucher de Perthes. Les origines romantiques de la préhistoire. Belin, Paris 1989.
- Origins of Man. Hart-Davis Educational, London 1982, ISBN 978-0-247-13039-5.
- Le torus occipital transverse et les structures associées. Evolution dans le genre Homo. Doktorarbeit, Université de Paris VI, 1978, 2 Bände.

## Belege
1. ↑  Webseiten von Jean-Jacques Hublin auf dem Server der Max-Planck-Gesellschaft.
2. ↑  Jean-Jacques Hublin: Climatic changes, paleogeography, and the evolution of the Neandertals. In: Takeru Akazawa, Kenichi Aoki, Ofer Bar-Yosef (Hrsg.): Neandertals and modern humans in Western Asia. Plenum, New York 1998, S. 295–310.
3. ↑  John D. Hawks, Milford H. Wolpoff: The accretion model of Neandertal evolution. In: Evolution. Band 55, Nr. 7, 2001, S. 1474–1485, (JSTOR:2680341 Zusammenfassung).
4. ↑  Balzan-Preis 2023

| Personendaten    | Personendaten                      |
| ---------------- | ---------------------------------- |
| NAME             | Hublin, Jean-Jacques               |
| KURZBESCHREIBUNG | französischer Anthropologe         |
| GEBURTSDATUM     | 30. November 1953                  |
| GEBURTSORT       | Mostaganem, Französisch-Nordafrika |